# Списак дуждева Ђенове
Дуждеви Ђенове су:

## Комуна у Ђенови

### XII век
- Аиралдо Гварако (1100-1117)
- Отон I од Ђенове (1117-1120)
- Сигифредо (1123-1129)
- Сиро (1130-1163)
- Угоне де Ла Волта (1163-1188)
- Бонифације од Ђенове (1188-1203)

### XIII век
- Отон II Гилини (1203-1239)
- Ђовани де Роси (1239-1252)
- Гвалтеро да Везано (1253-1257) (прва влада)
- Гуљелмо Боканегра (1257-1262)
- Гвалтеро да Везано (1262-1274) (друга влада)
- Бернандо Аримонди (1274-1287)
- Опитстсино Фијески (1288-1292)
- Јаков Воргански (1292-1298)-доминиканац
- Покето Спинола (1298-1318)

### XIV век
- Роберт Напуљски (1318-1339)

## Република
- Симоне Боканегра (1339 - 1344) (прва влада)
- Ђовани I Валенте (1344 - 1356)
  - Ђовани I од Ђенове (1344 - 1350)
  - Династија Висконти (1353 - 1356)
- Симоне Боканегра (1344 - 1363) (друга влада)
- Габријеле Адорно (1363 - 1370)
- Доминик ди Кампофрегосо (1370 - 1378)
- Антонио Адорно (1378) (прва влада) (дао оставку дана именовања)
- Николо Гуарцо (1378 - 1383)
- Федерико Пагана (1383)
- Леонардо Монталдо (1383 - 1384) (умро пре крунисања)
- Антонио Адорно (1384 - 1390) (друга влада)
- Ђаком ди Кампофрегосо (1390 - 1391)
- Антонио Адорно (1391 - 1392) (трећа влада)
- Антонио Монталдо (1392 - 1393)
- Петар ди Кампофрегосо (1393)
- Климент ди Промонторио (1393)
- Франческо ди Гаустиниано Гарибалди (1393)
- Антонио Монталдо (1393 - 1394) (друга влада)
- Николо Зоагли (1394)
- Антонио Гуарцо (1394)
- Антонио Адорно (четврта влада) (1394 - 1396)
- Француски краљ Шарл VI Луди, осваја Ђенову, која је била у његовој власти (1396 - 1409)

### XV век
- Монфератски маркгроф Теодор II Монфератски је окупирао Ђенову, која је била у његовој власти (1409 - 1413)

#### Грађански рат
- Ђорђо Адорно (1413 - 1415)
- Барнабо Гуарцо (1415)
- Бернабо Зиани (1415)
- Томазо ди Кампофрегосо (1415 - 1421)
- Милански војвода Филип Марија Висконти је окупирао Ђенову, која је била у његовој власти (1421 - 1436)

### Дуждеви су најчешће из династије, Кампофрафосо и Адорно
- Иснардо Гуарцо (1436)
- Томазо ди Цампофрегосо (друга влада) (1436 - 1437)
- Батиста ди Кампофрегосо (1437)
- Томазо ди Кампофрегосо (трећа влада) (1437 - 1442)
- Влада осам капетана народа (1442 - 1443)
- Рафаел Адорно (1443 - 1447)
- Бернабо Адорно (1447)
- Ђовани ди Кампофрегосо (1447 - 1448) (умро пре крунисања)
- Лодовико ди Кампофрегосо (1448 - 1450)
- Петар ди Кампофрегосо (1450 - 1458)
- Француски краљ Луј XI, осваја Ђенову, која је била у његовој власти (1458 - 1461)
- Просперо Адорно (1461)
- Спинета ди Кампофрегосо (1461)
- Лодовико ди Кампофрегосо (друга влада) (1461 - 1462)
- Паоло ди Кампофрегосо (1462)
- Влада четири капетана народа (1462)
- Лодовико ди Кампофрегосо (трећа влада) (1462 - 1463)
- Паоло ди Кампофрегосо (друга влада) (1463 - 1464)
- Батиста ди Кампофрегосо (1478 - 1483)
- Паоло ди Кампофрегосо (трећа влада) (1483 - 1488)
- Милански војвода Ђан Галецо II Сфорца је окупирао Ђенову, која је била у његовој власти (1488 - 1494)
- Галеца је наследио Лодовико Сфорца, који је владао (1494 - 1499), када је изгубио Ђенову
- Паоло де Нови (1507) (пре крунисања је свргнут)